# Charles Winterble
Charles Winterble är en amerikansk ingenjör. Han är känd för att ha medverkat i utvecklandet av de bägge integrerade kretsarna VIC-II och SID som ingår i den framgångsrika hemdatorn kalla Commodore 64.
Charles Winterble var även medverkande i utvecklandet av själva datorn där dessa kretsar ingick.